# Hans-Jürgen Ripp
Hans-Jürgen Ripp (Hamburg, 1946. június 24. – 2021. július 4.) német labdarúgó, hátvéd.

## Pályafutása
1969–70-ben a Vorwärts-Wacker 04, 1970 és 1979 között a Hamburger SV, 1979 és 1981 között a Lüneburger SK labdarúgója volt. A HSV-vel egy-egy bajnoki címet és nyugatnémetkupa-győzelmet ért el. Tagja volt az 1976–77-es idényben KEK-győztes csapatnak.

## Sikerei, díjai
Hamburger SV
- Nyugatnémet bajnokság (Bundesliga)
  - bajnok: 1978–79
  - 2.: 1975–76
- Nyugatnémet kupa (DFB-Pokal)
  - győztes: 1976
  - győztes: 1974
- Kupagyőztesek Európa-kupája (KEK)
  - győztes: 1976–77